# Positions en kayak-polo
En kayak-polo, et comme dans tous les sports collectifs, il existe différentes tactiques de jeu, en attaque comme en défense.

## Défenses
Les principales défenses sont :
- la défense en zone
- la défense individuelle
- la défense mixte, combinaison d'une défense de zone et individuelle

La défense en zone se décline en trois principales positions :
- défense en 4-1, dite aussi « à plat » ou « en piston » (un gardien, et quatre défenseurs en ligne)
- défense en 1-3-1 (un gardien, 3 défenseurs, et un joueur devant)
- défense en 2-2-1 (un gardien, et deux lignes défensives de deux joueurs)

La défense mixte permet d'allier les avantages de la défense en zone et de la défense individuelle. Elle consiste généralement à effectuer une défense en zone, tout en appliquant une défense individuelle sur le ou les joueurs adverses les plus dangereux.

### Défense en 2-2-1
L'objectif de cette défense est provoquer des fautes de passe en pressant l'adversaire et, ainsi, de récupérer le ballon.

Position en 2-2-1 offensive

Pour bien réaliser cette défense, il faut avoir deux joueurs performants devant le gardien afin de pouvoir pallier les situations de supériorité numérique des attaquants, et deux joueurs en très bonne forme physique pour chasser le ballon, anticiper les passes et créer des occasions de contre ou de mauvaise transmission du ballon.
Cette défense reste malgré tout risquée contenu des bénéfices qu'elle apporte. À utiliser contre des équipes plus faibles… Aussi, on peut envisager une variante à cette défense, en utilisant deux lignes défensives, sans chasser le ballon.

Position en 2-2-1 défensive

### Défense en 1-3-1
L'objectif de cette défense est d'assurer une bonne protection du but et de mettre malgré tout la pression sur les attaquants. Récupérer le ballon n'est pas dans cette configuration la première des priorités.

Position de défense 1-3-1

Pour bien réaliser cette défense, il faut avoir un gardien, deux joueurs sur les ailes et un dans l'axe, ayant tous les 3 pour rôle de ne pas laisser d'attaquants entrer dans la zone. La place des joueurs aura tendance à s'interchanger, d'où un besoin de communication entre les partenaires. Le cinquième joueur aura le rôle ingrat de chasser le ballon (comme dans la zone 2-2-1).

Relai de la bouée en position de défense 1-3-1

Le défenseur situé dans l'axe peut prendre le relai avec le chasseur, si les adversaires changent le ballon de côté.

### Défense en 4-1
L'objectif de cette défense est la protection du but.

Position de défense en 4-1

Pour bien réaliser cette défense, il faut que tous les joueurs soient alignés devant le gardien. Lors de la percussion d'un attaquant, le défenseur montera dessus, le passera à son partenaire et redescendra. Le partenaire fera de même et ainsi de suite. Chaque défenseur devra défendre sur une zone et non pas sur une personne. Il est nécessaire de limiter voir interdire les changements de place entre les défenseurs.

### Press corner

Position en press corner

## Contre-attaque

Contre-attaque

## Attaques
En attaque, le principe de base est le décalage. Il consiste, pour un attaquant, à attirer un ou plusieurs défenseurs adversaire sur lui, permettant ainsi le déplacement de la défense adverse et la création d'un espace dans lequel pourra s'engouffrer un autre attaquant. Outre le décalage, les joueurs de kayak-polo utilisent les techniques de bloc (simple ou double), de relai, et de pivot.

### Attaque avec bloc
L'attaque avec bloc permet d'occuper, de bloquer un défenseur pour permettre à l'attaquant derrière de tirer au but avec de l'espace.

Position d'attaque avec un bloc

Position d'attaque avec deux blocs

### Corner

Position de corner

### Attaque avec pivot

Position d'attaque avec un pivot

Position d'attaque avec deux pivot

### Attaque mixte

Position d'attaque avec un pivot qui bloc

Position d'attaque avec un pivot et un bloc